# 瑞秋·哈伍德
瑞秋·克萊爾·哈伍德（英語：Rachel Clare Hurd-Wood，1990年8月17日—）是英國女演員和模特。哈伍德出生於南倫敦斯特雷特姆，8歲時期家庭搬到了薩里郡戈達爾明；她的演藝生涯始於2002年，當時她的外祖父母發現了一個電視剪輯，說P.J.霍根正在為電影《小飛俠彼得潘》尋找『年輕的英國玫瑰』，之後她被選為飾演溫蒂·達令，她的表演獲得好評，被提名土星獎最佳年輕演員及青年艺术家奖最佳青年女演員。
此外她也曾在電影《破曉開戰》、《墮落美少年》中參與演出。

## 外部連結
- 瑞秋·哈伍德在互联网电影资料库（IMDb）上的資料（英文）
- . The Numbers. Nash Information Services.   [2021-01-01]. （原始内容存档于2017-07-23）. US and International Box-office tallies and analysis